# Neogen
El Neogen és un període geològic del Cenozoic que comprèn el Miocè i el Pliocè. El període Neogen segueix el període Paleogen i precedeix el període Quaternari. Va des de fa 23,03 ± 0,05 milions d'anys fins fa 2,588 milions d'anys. Antigament també incloïa el Plistocè i l'Holocè, actualment classificats dins el Quaternari.
Actualment, hi ha un moviment entre els geòlegs (especialment els geòlegs marins del neogen) per incloure el Quaternari dins el Neogen, mentre que d'altres (especialment els geòlegs terrestres del neogen) insisteixen que el Quaternari és un període diferent amb un registre distintiu. La terminologia un xic confusa i la manca d'acord entre els geòlegs pel que fa als límits jeràrquics és deguda a la difuminació dels períodes, cada vegada més petits a mesura que s'acosta al present, i a la conservació geològica, que fa que el registre sedimentari més recent quedi escampat en una àrea molt més gran i mostrant molts més ambients. Dividint el Cenozoic en tres períodes (Paleogen, Neogen i Quaternari) en lloc de fer-ho en set, els períodes són més comparables a la duració dels períodes a les eres Mesozoica i Paleozoica.
El Neogen dura uns 21 milions d'anys. Durant el Neogen, els mamífers i les aus evolucionaren bastant. Moltes altres formes romangueren relativament estables. Hi hagué moviments continentals, essent-ne el més important la connexió entre Amèrica del Nord i del Sud cap a finals del Pliocè. El clima es refredà més durant el Neogen, culminant en les glaciacions continentals al Quaternari.

## Controvèrsia en els límits
| Període                                                        | Sèrie    | Estage       | Edat (Ma)  |
| -------------------------------------------------------------- | -------- | ------------ | ---------- |
| Quaternari                                                     | Plistocè | Gelasià      | més recent |
| Neogen                                                         | Pliocè   | Plasencià    | 3,6        |
| Neogen                                                         | Pliocè   | Zanclià      | 5,333      |
| Neogen                                                         | Miocè    | Messinià     | 7,246      |
| Neogen                                                         | Miocè    | Tortonià     | 11,63      |
| Neogen                                                         | Miocè    | Serraval·lià | 13,82      |
| Neogen                                                         | Miocè    | Languià      | 15,97      |
| Neogen                                                         | Miocè    | Burdigalià   | 20,44      |
| Neogen                                                         | Miocè    | Aquitanià    | 23,03      |
| Paleogen                                                       | Oligocè  | Catià        | més antic  |
| Subdivisió del període Neogen segons IUGS, el juliol del 2009. |          |              |            |

El Neogen s'ha entès tradicionalment que finalitza en acabar el Pliocè, just abans del començament del període Quaternari; moltes escales temporals donen suport a aquesta divisió. No obstant això, hi ha un moviment entre els geòlegs (especialment els dedicat al Neogen marí) que tendeix a incloure també al següent període geològic (el Quaternari) en el Neogen, mentre que uns altres (especialment els geòlegs terrestres) insisteixen que el Quaternari és un període distint amb registres clarament diferenciats. La INQUA s'oposa a les propostes de la ICS reclamant que el Neogen i el Pliocè acaben fa 2,588 milions d'anys, que el Gelasià siga traspassat al Plistocè i que el Quaternari siga reconegut com el tercer període del Cenozoic, citant els canvis clau en el clima, els oceans i la biota de la Terra, i la seva correspondència amb el límit magnetoestratigràfic Gauss-Matuyama. En el 2006, ICS i INQUA van arribar un acord que col·locava al Quaternari com una sots-era que subdividia al Cenozoic en els antics Terciari i Quaternari, un acord que fou rebutjat per la Unió Internacional de Ciències Geològiques perquè separava tant al Neogen com al Pliocè en dos.
A vegades la confusió terminològica i el desacord entre els geòlegs respecte del traçat de límits, es deu a la divisibilitat relativament tènue entre unitats de temps quan s'aproximen al present, a causa del fet que la preservació geològica fa que el registre sedimentari geològic més jove siga conservat sobre una àrea molt més gran i reflectint molts més ambients que el registre geològic més antic. Al dividir l'Era Cenozoica en tres (probablement dos) períodes (Paleogen, Neogen, Quaternari) en comptes de set èpoques, els períodes són més fàcilment comparables a la durada dels períodes en les eres del Mesozoic i Paleozoic.